# Salsa macha
La salsa macha es una salsa picante de origen mexicano. Su ingrediente principal es el chile de árbol, una variedad local bastante picante. Se puede sustituir por otro tipo de chile seco picoso, como el morita o el piquín. Opcionalmente, algunas recetas agregan ajonjolí (sésamo). En Veracruz, de donde parece ser su origen, suelen usar chipotles secos e incluyen cacahuates. En Orizaba, a menudo se usa chile serrano seco. Otras recetas veracruzanas incluyen chile serrano y morita fritos.
Su nombre proviene de «macho», por ser tan picante. Es una salsa muy versátil, usada para acompañar pozole, tacos, carne asada, marisco, quesadilla, chamorro, botanas...